# Gerechtigkeitsgasse 32

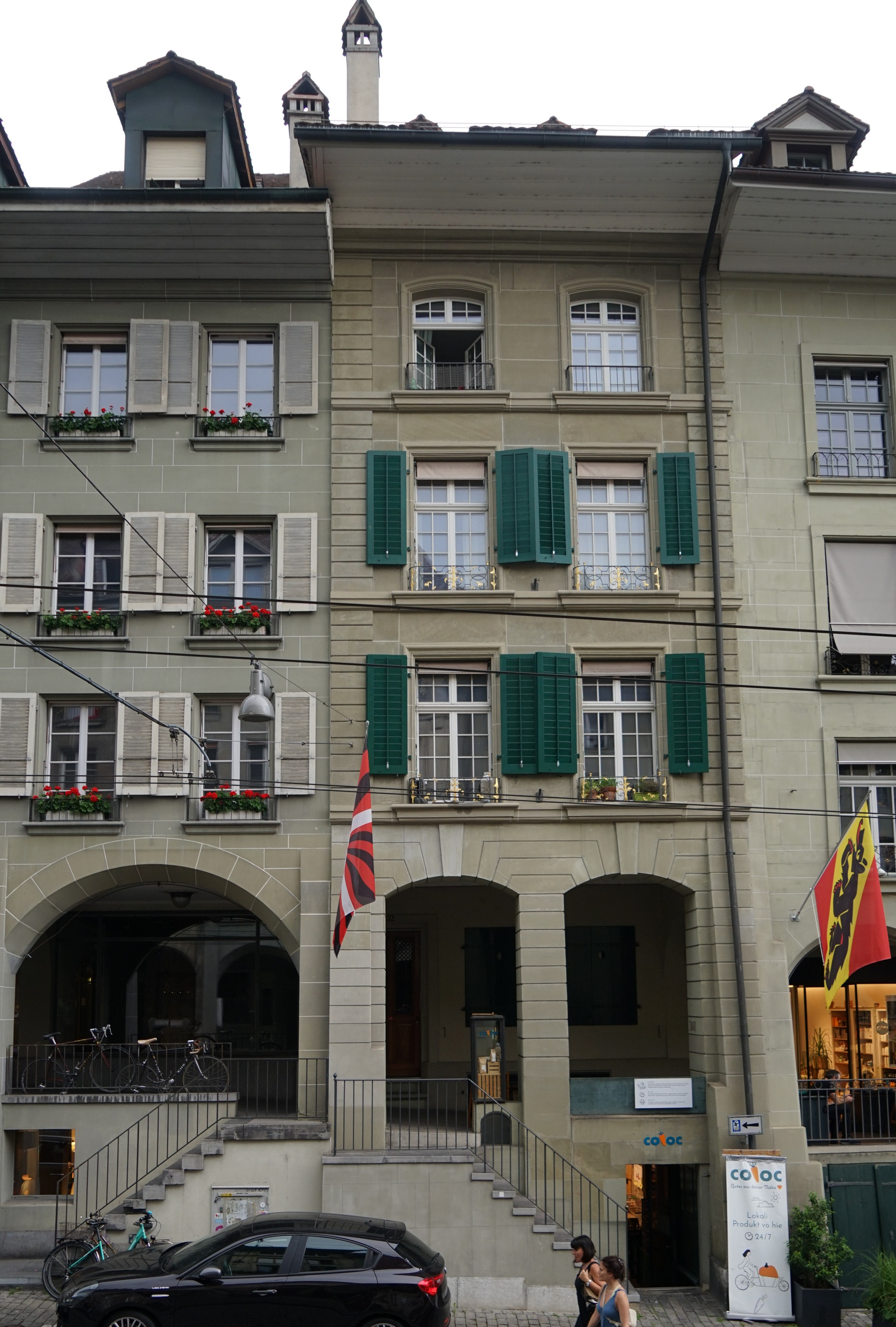
Albert Einstein wohnte 1902 im ersten Stock dieses Hauses, 1924

Das Wohnhaus Gerechtigkeitsgasse 32 in der Schweizer Stadt Bern ist denkmalgeschützt. Es gehört zu den typischen Gebäuden der Berner Altstadt, die Teil des UNESCO-Weltkulturerbes sind. Bekanntester Bewohner war Albert Einstein.

## Lage und Geschichte
Das Gebäude liegt im Ostteil und an der Nordseite der Gerechtigkeitsgasse. Nummer 40 ist das Wattenwyl-Haus bzw. Marcuard-Haus, das zu den Kulturgütern von nationaler Bedeutung gehört.
Der untere Teil der «Vorderen Gasse» erhielt im 18. Jahrhundert nach dem Stadtgericht und dem Gerechtigkeitsbrunnen den aktuellen Namen. Im selben Jahrhundert wurden die Fassaden der Häuser im Stil des Barock gestaltet. Der untere Teil der Gerechtigkeitsgasse wurde in den 1760er Jahren tiefergelegt, um das Gefälle an ihrem Ende zu verringern. Der offene Stadtbach in der Gassenmitte wurde 1897/98 zugedeckt und 2005 unter Metallgittern wieder freigelegt.

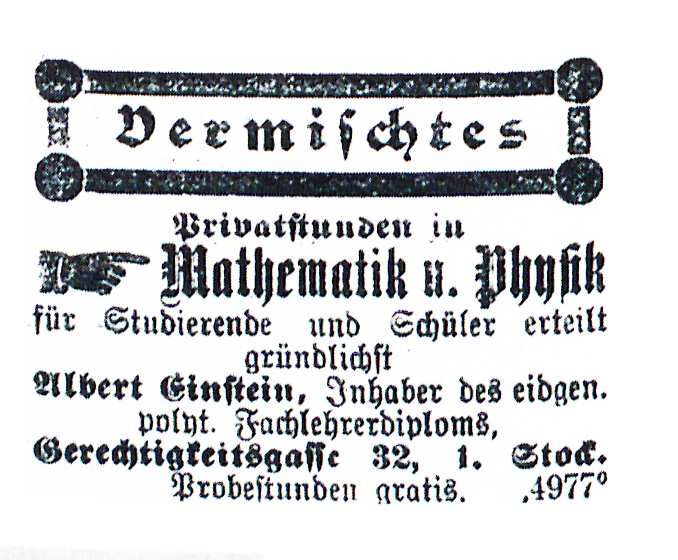
Albert Einsteins Anzeige, 1902

Albert Einstein wohnte 1902 im ersten Stock dieses Hauses und gab am 5. Februar unter «Vermischtes» eine Anzeige im Anzeiger für die Stadt Bern auf. Er bot als «Inhaber des eidgen. polyt. Fachlehrerdiploms» «Privatstunden in Mathematik u. Physik für Studierende und Schüler» an und gab an, Probestunden seien gratis. Durch diese Anzeige lernte er Maurice Solovine kennen. Von Ende 1903 bis Mai 1905 wohnte die Familie Einstein im heutigen «Einsteinhaus» in der anschliessenden Kramgasse.

## Beschreibung
Das Haus hat vier Geschosse und zwei Achsen. Die barocke Fassade ist sorgfältig gegliedert. Die hohen Fenster sind kleinformatig geteilt. Sie haben im unteren Teil kunstvolle Metallgitter für Blumenkästen sowie Läden. Im ersten Geschoss durchziehen die Lauben die gesamte Gasse. Der hohe Kellersockel ist durch die Tieferlegung der Gasse entstanden.
Im «Bauinventar» der Denkmalpflege der Stadt Bern wurde das Bauwerk als «schützenswert» eingestuft (Stand 2017). Kulturgüter-Objekte der «Kategorie C» wurden (mit Stand Juli 2024) noch nicht veröffentlicht.

## Belege
1. ↑  Denkmalpflege der Stadt Bern: Baugruppe K: Untere Altstadt alle Adressen. Listeninventar. In: Bauinventar online; PDF 659 kB, abgerufen am 28. Juli 2024.

Koordinaten: 46° 56′ 55,1″ N, 7° 27′ 18″ O; CH1903: 601245 / 199729